# Courbe de fusion en PCR en temps réel
Une courbe de fusion en PCR en temps réel est une étape programmée supplémentaire à la fin des cycles d'amplification.

On passe de 45 °C à 75 °C par palier de 0.1 °C et en faisant de l'acquisition de l'intensité de fluorescence en continu.

## Contrôle des produits d'amplification
Faire une courbe de fusion en fin de manip de quantification, en Sybr-Green, permet de vérifier qu'il n'y a qu'un seul produit de PCR amplifié. Si la courbe est polymodale, les résultats doivent être interprétés avec prudence ou l'expérience doit être recommencée avec d'autres amorces plus spécifiques.
Si la courbe est unimodale, le calcul de la dérivé primaire de celle-ci donne une courbe en cloche dont l'abscisse du maximum est le Tm du produit de la PCR (amplicon).

## Utilisation propre

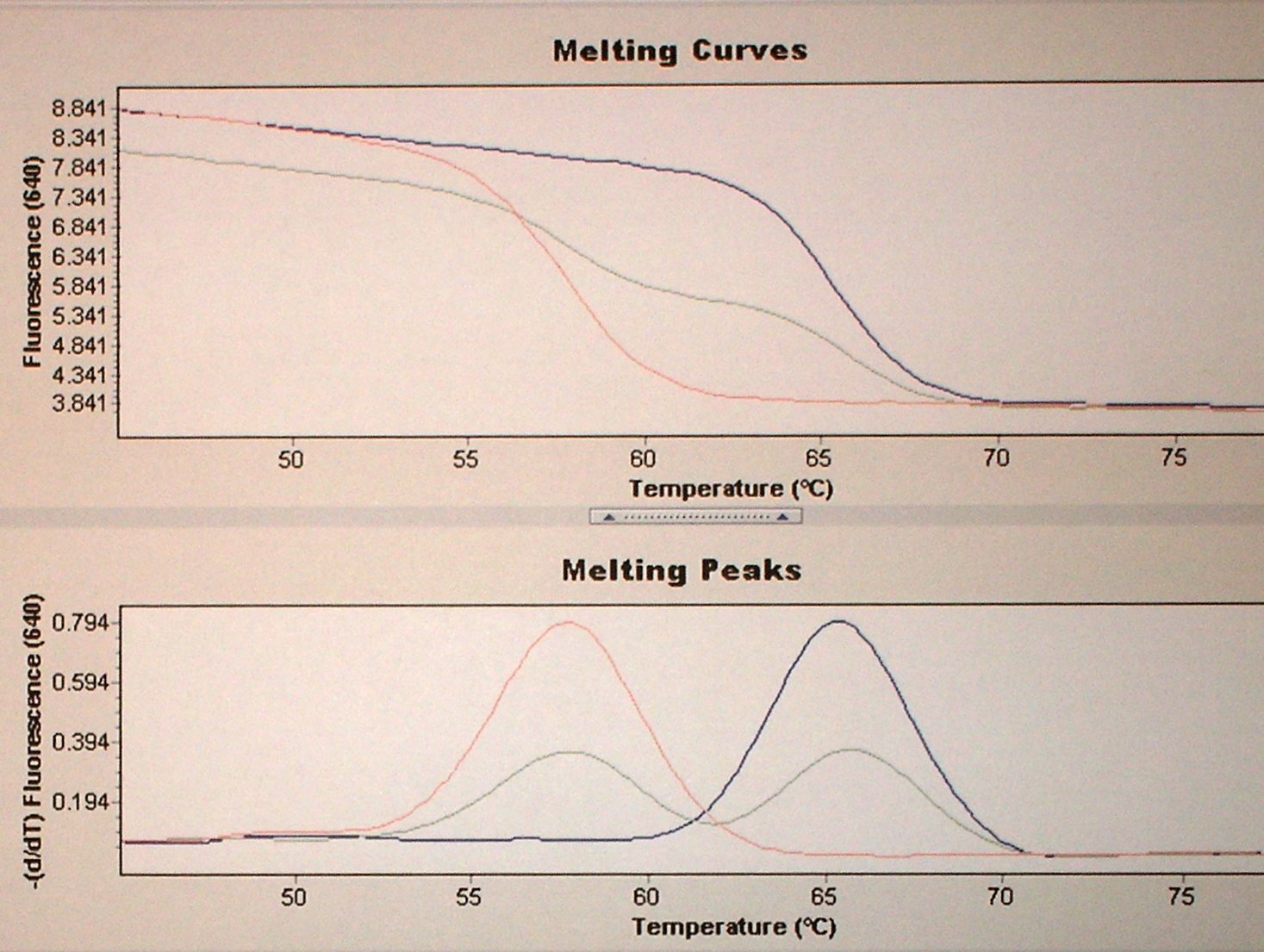
Courbes de fusion des trois génotypes. En bleu personne saine, en vert, personne hétérozygote, en rouge, personne homozygote pour le gène muté. Courbes du haut : courbes de fusion, courbes du bas : dérivés primaires donnant les Tm du couple ADN / sonde.

L'emploi des courbes de fusion est le principe de fonctionnement de certains kits de diagnostic de maladies génétiques, telle la thrombophilie par mutation du facteur V de Leiden.